# Vanesa Magar Brunner
Pour les articles homonymes, voir Brunner.
Vanesa Magar Brunner (également connue sous le nom de Vanesa Magar) est une scientifique mexicaine, une mathématicienne agréée et une professeure associée au département d'océanographie physique du Centre de recherche scientifique et d'enseignement supérieur d'Ensenada au Mexique. Elle étudie les effets du changement climatique sur l'érosion côtière et l'évolution des côtes, ainsi que sur l'énergie éolienne et marémotrice. Elle a été secrétaire générale (2016-2017), est actuellement vice-présidente (2018-2019) et deviendra présidente (2020-2021) de l'Union des géophysiciens mexicains (Unión Geofísica Mexicana). Magar est rédactrice académique de PLOS ONE (depuis 2011), rédactrice invitée de PLOS "Responding to Climate Change Channel" (depuis 2017) et rédactrice associée de "Frontiers in Marine Science - Ocean and Coastal Processes" (depuis 2014).

## Enfance et formation
Après avoir obtenu son baccalauréat en physique, mathématiques et technologie (bac E) au Lycée franco-mexicain à Mexico en 1989, Magar a déménagé en France et a poursuivi ses études en physique, mathématiques et technologie à l'université de Nantes. année, elle a décidé de retourner au Mexique et de s’inscrire aux diplômes de physique et de mathématiques de l’université nationale autonome du Mexique . 
En 1992, Magar a été choisie par la NASA pour participer à un programme de formation aux sciences de la vie dans l'espace au Centre spatial Kennedy, pour célébrer l'Année spatiale internationale. Magar a obtenu son bachelor en physique à l'université nationale autonome du Mexique en 1996. Elle a déménagé au Royaume-Uni pour sa maîtrise, après avoir obtenu son diplôme du Département de mathématiques appliquées et de physique théorique (DAMTP) de l'université de Cambridge en 1997. Elle y est restée pour son doctorat, travaillant sur la dynamique des fluides avec Tim Pedley,. Ensemble, ils ont étudié l'absorption de nutriments par les microorganismes nageurs,. Elle a obtenu son diplôme en 2001.  

## Recherches
Magar est restée au Département de mathématiques appliquées et de physique théorique (DAMTP) de l'université de Cambridge, en Angleterre, entre 2001 et 2002, pour ses études postdoctorales. Elle a rejoint l'université de Bangor en 2002, à la recherche du transport des sédiments au-dessus des lits ondulés. En 2005, elle a remporté une bourse de recherche des UK Research Councils au Royaume-Uni pour travailler à l'université de Plymouth. 

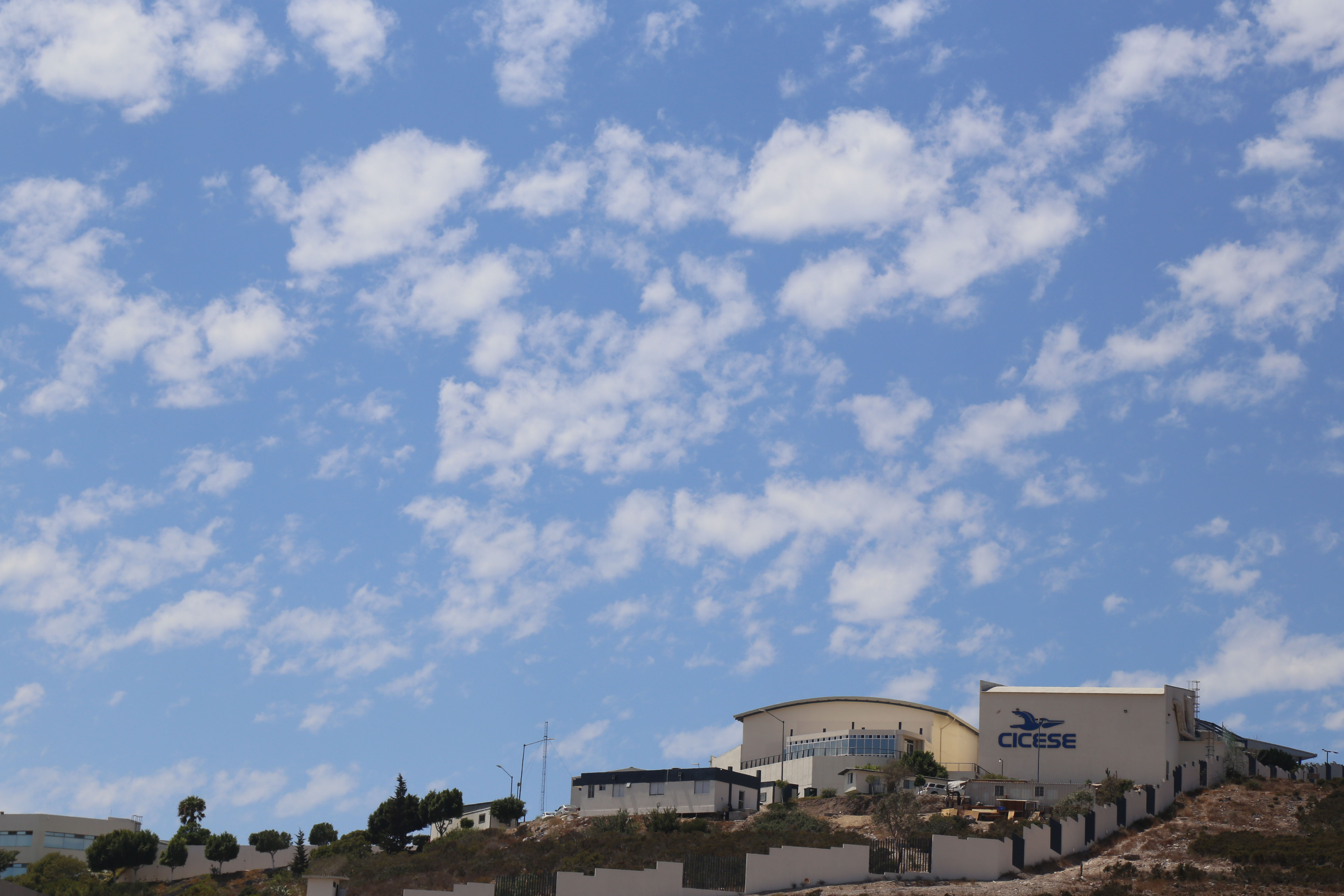
Campus principal du CICESE.

En 2008, elle est devenue mathématicienne agréée. Elle est membre du Software Sustainability Institute et de l'Institute of Mathematics and its Applications depuis 2011. Elle a été nommée chargée de cours à l'université de Plymouth en 2010. En 2014, elle a rejoint le Centre de recherche scientifique et d'enseignement supérieur d'Ensenada (CICESE), où elle est professeure associée d'océanographie physique. Elle recherche des moyens d'atténuer les changements climatiques dans le désert de Sonora et mène des projets liés aux énergies renouvelables. Vanesa est préoccupée par le fait que le Mexique n’exploite pas au mieux l’énergie marine. 
Elle est vice-présidente de l'Union géologique du Mexique pour 2018 et 2019,. Elle a contribué aux ouvrages Sustainable Energy Technologies et Wave and Tidal Energy,.

## Vie privée
Magar est née en 1971 de Roger Bernard Daniel Louis Magar Vincent (1936-), physicien spécialiste de l'énergie renouvelable, et Palmira Brunner Liebshard (1940-2018), biologiste devenue paléontologue. Elle a fait ses études au lycée franco-mexicain, à l'université nationale autonome du Mexique, et au Clare College et au Wolfson College de Cambridge, à l'université de Cambridge . 
En 2009, elle a épousé Markus S. Gross, un ingénieur devenu géoscientifique travaillant également au département d'océanographie physique du Centre de recherche scientifique et d'enseignement supérieur d'Ensenada. Ils ont un fils, Damián Suré Gross-Magar (né le 14 avril 2010).   